# Esrange
| \| Position de la base de lancement d'Esrange sur la carte de la Suède \| Position de la base de lancement d'Esrange sur la carte de la Suède |
| Position de la base de lancement d'Esrange sur la carte de la Suède                                                                           |

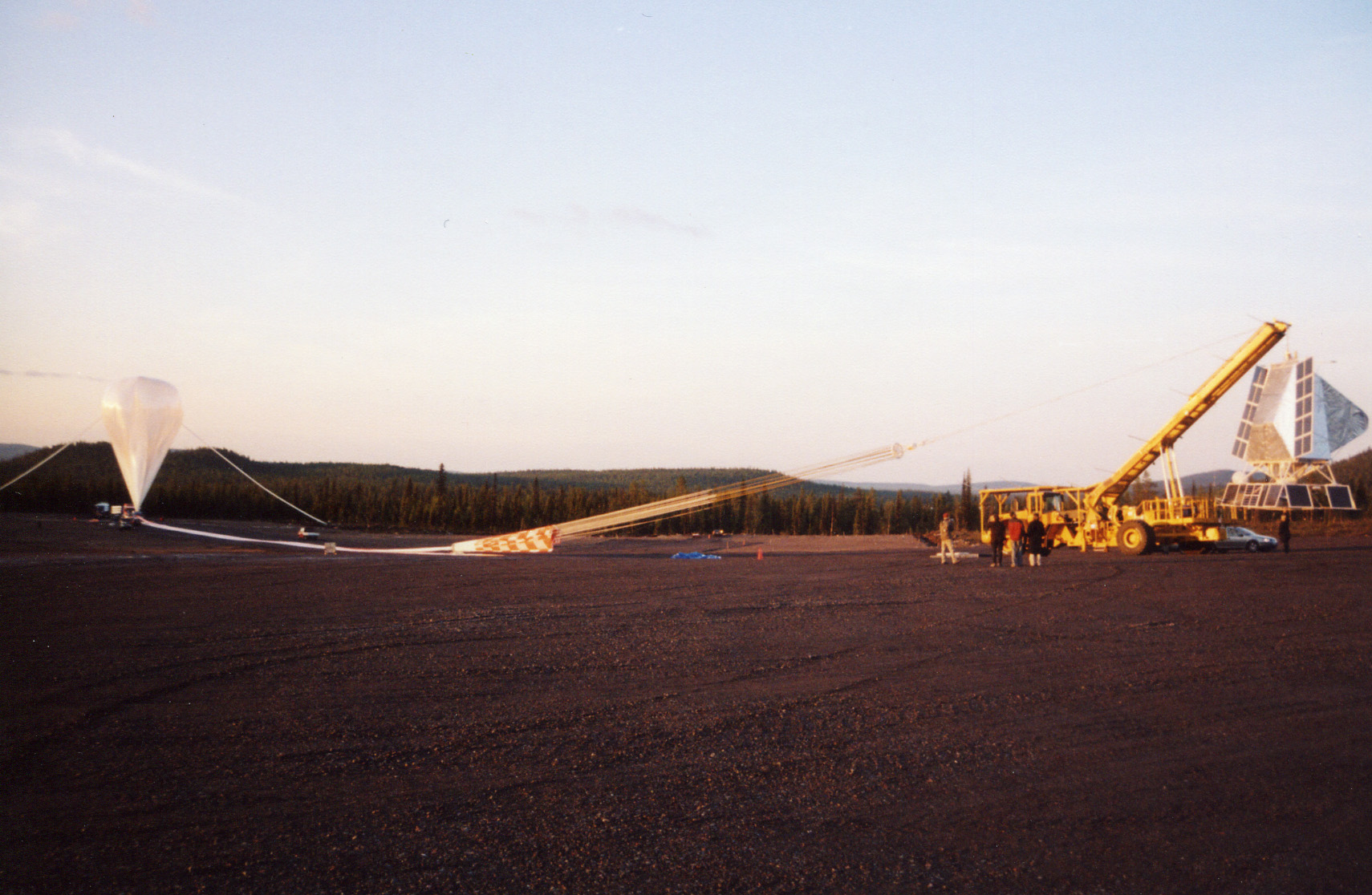
Préparatifs de départ d'un ballon sonde à Esrange en 2005.

Esrange (acronyme de European Spaceresearch RANGE, « RANGE recherche spatiale européenne ») est une base de lancement de ballons et de fusées-sondes créée par le Conseil européen de recherches spatiales et mise en service en 1966. En 2023 s'ouvre une nouvelle installation devant aussi permettre des décollages de fusées pour des lancements de satellites. Cette base est située dans la commune de Jukkasjärvi, à 40 km de Kiruna, dans le Nord de la Suède en Laponie, à 200 km au nord du cercle polaire arctique.

## Historique
La première agence spatiale européenne l'ESRO est créée en mars 1964 pour développer dans le cadre d'une coopération un programme spatial scientifique et mettre au point les technologies nécessaires. Esrange est créée par l'ESRO pour servir de base de lancement de fusées expérimentales avec comme objectif scientifique l'étude de l'atmosphère terrestre, de l'ionosphère et des aurores polaires. La base est inaugurée officiellement en septembre 1966 et la première fusée est lancée le 20 novembre de la même année. En 1972, les programmes de l'ESRO sont réorganisés et peu après l'ESRO est dissoute et ses activités sont reprises par l'Agence spatiale européenne. Le site d'Esrange est repris par le gouvernement suédois qui le confie le 30 juin à la Swedish Space Corporation (SSC). En 1974, une station de lancements de ballons scientifiques est créée. Celle-ci est régulièrement améliorée. Cette organisation envisage au début des années 1990 d'y construire une infrastructure pour lancer de petits satellites en orbite polaire mais ce projet est abandonné avant d'être repris au début des années 2020.
C'est le 13 janvier 2023 que le roi de Suède Carl XVI Gustaf, la présidente de la Commission européenne Ursula von der Leyen et le Premier ministre suédois Ulf Kristersson inaugurent le ruban du port spatial Esrange, présenté comme « le premier complexe de lancement de satellite en Europe continentale ». Le premier lancement d'un satellite est prévu alors au premier trimestre 2024.

## Équipements
Esrange dispose en 2017 de sept pas de tir de fusées-sondes :
- Skylark
- MRL pour les fusées Orion, Nike-Orion, Taurus-Orion, Nike-Black Brant V, Terrier Black Brant V
- MAXUS pour la fusée-sonde CASTOR 4B
- Lanceur MAN propriété de l'agence spatiale allemande
- 2 Lanceurs SULO/VIPER utilisés pour tirer des Super Loki et VIPER
- Lanceur FFAR pour tirer des fusées destinées à l'entrainement du personnel opérant la station radar

La station de ballons permet de lancer des ballons ayant un volume atteignant 1 million de m³ emportant des charges utiles de plusieurs tonnes. Kiruna a également une station qui sert également de centre de contrôle de satellites et dispose à cet effet de vingt antennes de télécommunications.

## Activité
En 2017, plus de 550 fusées-sondes et 520 ballons stratosphériques ont été lancés depuis la création du centre. En 2016, le centre est impliqué dans le suivi d'une quarantaine de missions spatiales et a effectué plus de 20 lâchers de ballons dans le cadre de cinq missions internationales, ainsi que 10 lancements de fusées-sondes,.

### Lancement de satellites
L'idée d'utiliser le Centre spatial Esrange pour des lancements orbitaux existe depuis l'inauguration de la base en 1966, alors inscrite dans la vision de l'ESRO. Lorsque de nouveaux projets de petits lanceurs commencent à émerger au début du nouveau millénaire, le centre d'Esrange commence à formuler de nouvelles idées pour utiliser ces lanceurs afin d'obtenir une capacité de lancement en orbite.
Le 14 octobre 2020, Matilda Ernkrans, ministre suédoise de l'Espace, annonce la décision du gouvernement suédois d'établir une capacité de lancement de petits satellites depuis le centre spatial d'Esrange.
En décembre 2022, la Swedish Space Corporation (SSC) annonce le premier tir fin 2023, début 2024.

## Galerie

Installations et lancements
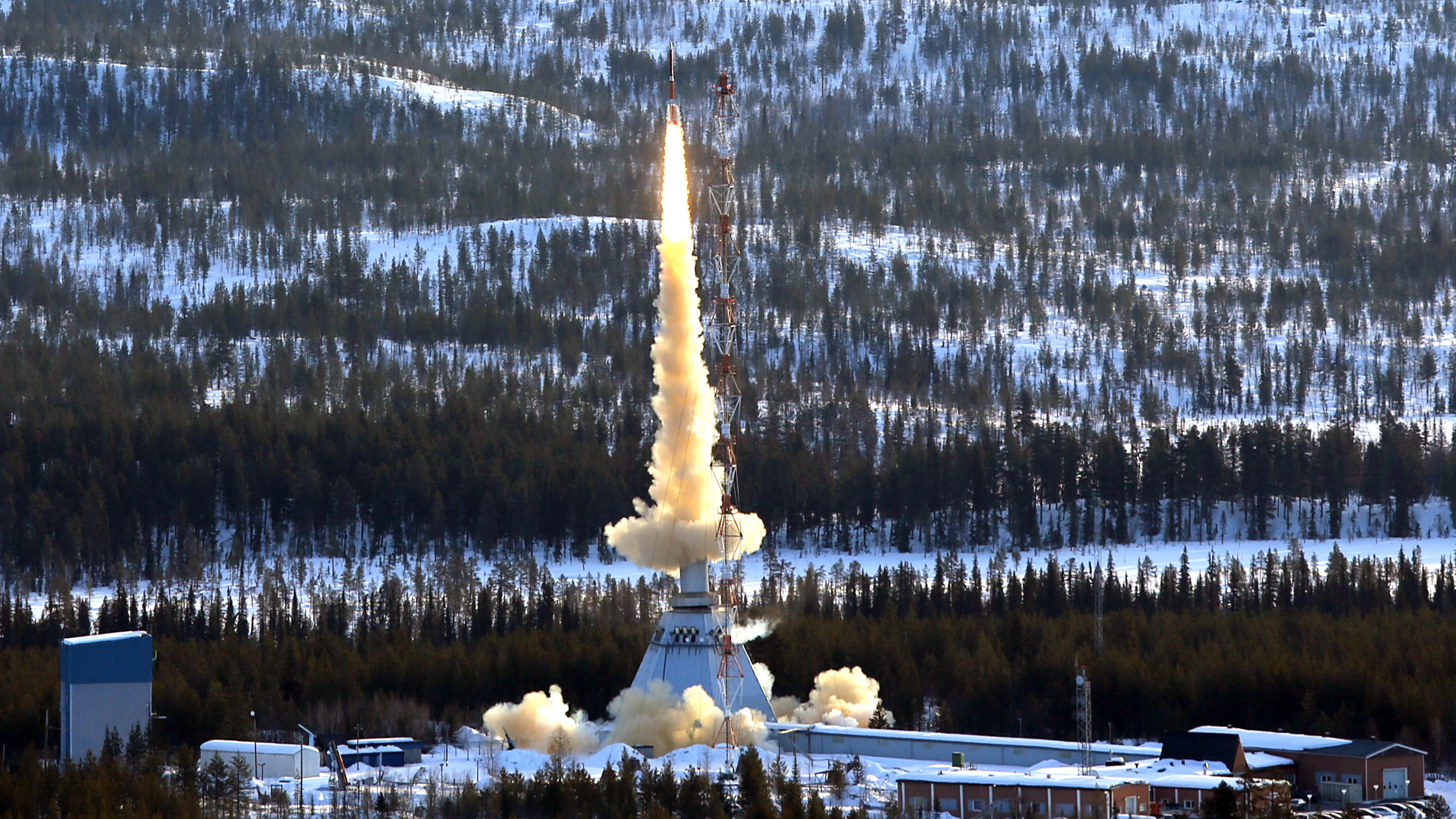
lancement d'une fusée-sonde VSB-30
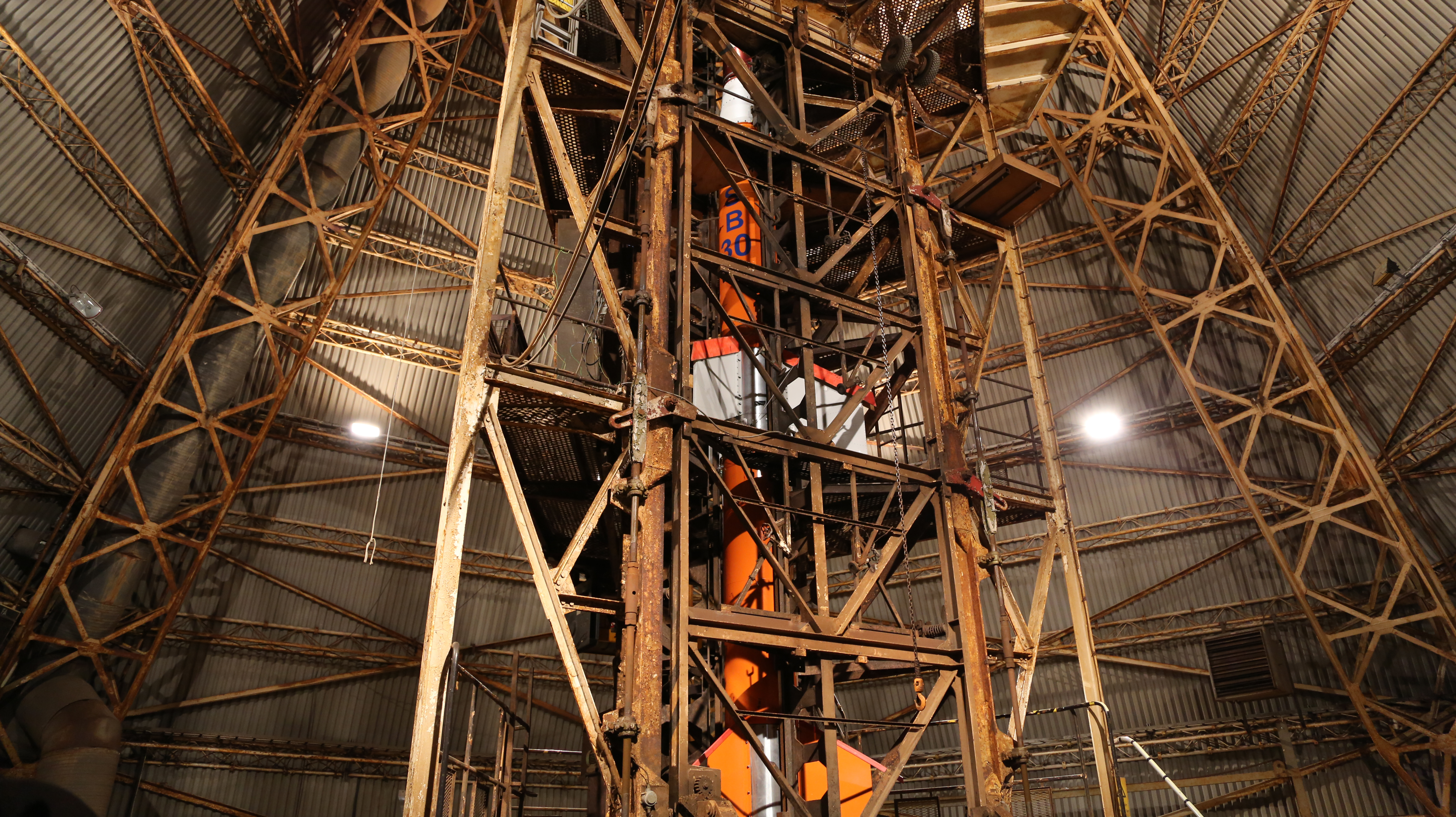
À l'intérieur d'une tour de lancement
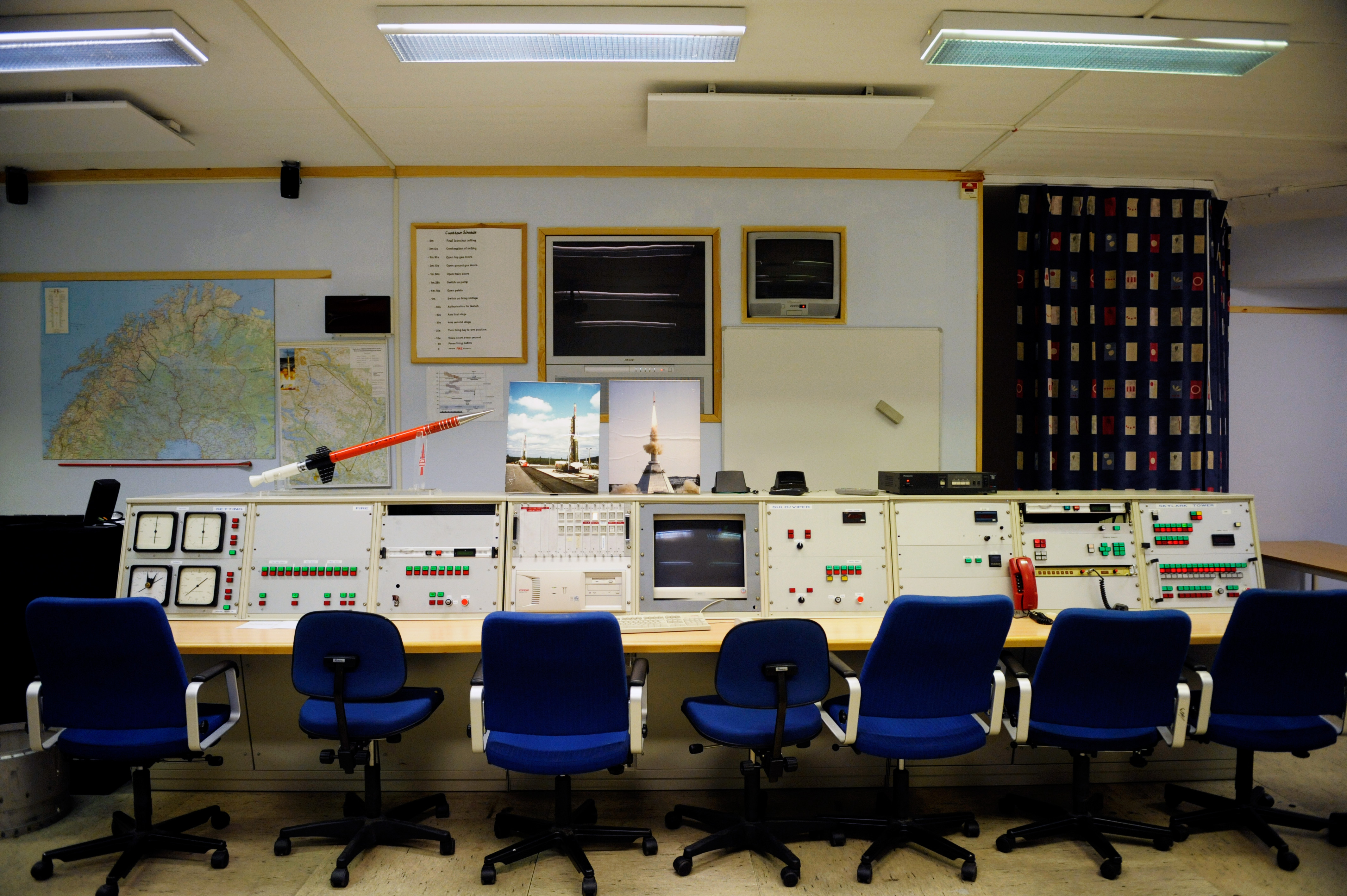
Centre de contrôle